# Поворот (фильм, 1997)
«Поворо́т» или «Разворо́т» (англ. U Turn) — триллер режиссёра Оливера Стоуна по роману Джона Ридли «Бродячие псы».

## Сюжет
Полукриминальный персонаж Бобби Купер (Шон Пенн) едет по пустыням американской глубинки с целью встретиться с кредитором и расплатиться со старым долгом. На дороге у Бобби лопнул патрубок радиатора, и он вынужден съехать с шоссе и отправиться на ближайшую станцию техобслуживания. В полузаброшенном городишке с названием Сьюпериор (англ. Superior — превосходный) он оказывается случайной жертвой ограбления магазина и теряет все свои деньги. Предчувствуя расправу со стороны кредиторов, в лихорадочных поисках быстрых денег он вмешивается в жизнь городка.
Бобби приходится задержаться, так как ремонт автомобиля явно затягивается из-за чудаковатого механика в мастерской. Бобби встречает Джейка и Грейс Маккену, которые представляются супружеской парой, но оказываются отцом и дочерью. После знакомства Джейк готов нанять Бобби, как случайного человека, чтобы убить жену, но Грейс также предлагает покончить с супругом за денежное вознаграждение. У Купера быстро возникают чувства к Грейс, и он соглашается помочь ей. Бобби убивает Джейка. Вместе с Грейс и 200 тысячами долларов он собирается покинуть городок, но их останавливает местный шериф, с которым у женщины был роман. Грейс расстреливает представителя закона, после чего преступники избавляются от тел.
Убедившись, что трупы спрятаны, Грейс неожиданно сталкивает Бобби в пропасть, но он чудом удерживается. Оказывается ключи от машины Бобби предусмотрительно оставил у себя. Грейс пытается их отнять. В ходе поединка Бобби убивает Грейс, но получает ранение в живот. В концовке он обнаруживает, что автомобиль поврежден. «Новый» патрубок радиатора установленный механиком лопнул и главному герою остаётся только медленно умереть на солнце.

## В ролях
| Актёр             | Роль                    |
| ----------------- | ----------------------- |
| Шон Пенн          | Бобби Купер             |
| Ник Нолти         | Джейк Маккенна          |
| Дженнифер Лопес   | Грейс Маккенна          |
| Пауэрс Бут        | шериф Вирджил Поттер    |
| Клер Дэйнс        | Дженни                  |
| Джон Войт         | слепой                  |
| Хоакин Феникс     | Тоби Н. Такер (Динамит) |
| Билли Боб Торнтон | Дарелл                  |
| Валерий Николаев  | Аркадий                 |
| Лори Меткалф      | продавец билетов        |
| Лив Тайлер        | девушка на автостанции  |